# Carl Ludwig Frischen
Carl Ludwig Frischen (* 20. Juli 1830 in Bremen; † 8. Mai 1890 in Berlin) war ein deutscher Elektroingenieur.

## Leben
Carl Ludwig Frischen wurde als Sohn eines Warenakquisiteurs in Bremen geboren. In einer dortigen Maschinenfabrik erlernte er das Mechanikerhandwerk und studierte ab 1849 am Polytechnikum in Hannover Mechanik und Maschinenbau. Am 1. Juli 1851 trat er in den Dienst des elektromagnetischen Telegraphen der Königlich Hannoverschen Eisenbahn. Anfang 1854 wurde er Telegrafeningenieur. Im  März 1854 erfand er ein Verfahren zum Gegensprechen auf Telegrafenleitungen. 1856 wurde er ausgezeichnet für die „beim Bau der neuen Telegraphenlinien geleisteten tüchtigen und angestrengten Dienste“.
Mit der 1864 von ihm entwickelten Ruhestromschaltung, die ein telegrafisches Gegensprechverfahren auf einer einzigen Leitung ermöglichte, machte er sich in Fachkreisen einen Namen. Mitte 1865 wurde er Vorstand der Königlichen Telegraphen-Inspektion. 1867 wurde er zum Ober-Telegrapheningenieur ernannt und an die Telegraphenverwaltung des 1866 gegründeten Norddeutschen Bundes in Berlin befördert.
1868 bis 1870 war er im Auftrag von Siemens & Halske maßgeblich am Aufbau der rund 11.000 Kilometer langen indoeuropäischen Telegrafenlinie zwischen London und Kalkutta für das britische Commonwealth beteiligt.
Werner Siemens, der an einem ähnlichen Gegensprechverfahren arbeitete, wurde auf ihn aufmerksam. So schied Frischen im Januar 1870 vorzeitig aus dem Staatsdienst aus und ging als Oberingenieur zu Siemens & Halske, wo er die folgenden 20 Jahre Sicherungs- und Signalsystemen für das aufstrebende Eisenbahnwesen entwickelte. Außerdem war er für die Versuchsfahrten mit dem Elektromote – dem ersten Oberleitungsbus der Welt – verantwortlich.
Die Zugsicherung auf Schienenstrecken war anfangs als Sicherung auf Zeit ausgelegt, was bei störungsfreiem Betrieb zwar ausreichte, bei Unregelmäßigkeiten jedoch zu Problemen führte. Für eine Sicherung auf Raum (Distanzsicherung, vgl. Streckenblock) waren Sensor-, Überwachungs- und Signaltechnik erforderlich. Hierfür entwickelte Frischen Mitte 1870 den Blockapparat (Blockwerk; später Blockstation) und Schienen-Durchbiegungskontakte.
Für die Verständigung der Blockstellen untereinander benutzte man zuerst Läutewerke, dann Morseapparate und später Telegrafen. Verriegelung und Freigabe der Blöcke bzw. Signale erfolgte vom Stellwerk aus durch Elektromagnete, die durch Schienen-Durchbiegungskontakte angesteuert wurden.
1877 bis 1881 arbeitete er mit an der Verkabelung des deutschen Telegrafennetzes unter Anleitung des Generalpostmeisters Heinrich von Stephan.
Auf der Berliner Gewerbeausstellung ab dem 31. Mai 1879 führte er in Moabit die weltweit erste Elektrolokomotive Dynamo-elektrische Eisenbahn vor, eine für das Cottbuser Braunkohlenrevier gebaute Miniaturlokomotive mit rund 3 PS.
Bei Experimenten mit Bell-Telefonen erfand er einen Vorläufer des Lautsprechers.
Anfang 1930 wurde in der Berliner Siedlung Heimat die ehemalige Privatstraße nach ihm in Frischensteig umbenannt. Am 23. November 1931 erfolgte ihre Umbenennung in die heutige Natalissteig.